# Fulgence Masson
Fulgence Masson, né à Dour le 16 février 1854 et mort à Mons le 24 janvier 1942, était un avocat, journaliste et homme politique belge à tendance libérale.

## Biographie
Fulgence Paul Benoît Masson, né à Dour dans le Borinage le 16 février 1854, est le fils de Charles Masson, médecin vétérinaire, et d'Elmire Dufrasne. Il épouse Clara Duquesne le 20 avril 1881 à Audregnies.
Il fait ses études à l'Université de Liège où, le 12 août 1875, il obtient un diplôme de docteur en droit avec la plus grande distinction. Après ses études, il fréquente la Sorbonne, et le Collège de France à Paris.
En novembre 1878, il s'inscrit au barreau de Mons et y plaide pendant plus de soixante ans. Deux de ses procès ont défrayé la chronique à l'époque. Le Procès du grand complot contre la Sûreté de l'État en 1889. Les vingt-deux accusés, défendus notamment par Fulgence Masson, sont acquittés. Et l'affaire dite des « boulettes de Wasmes », en 1926, où Fulgence Masson parvient à faire acquitter une femme qui était accusée d'avoir empoisonné son mari. En outre, il est nommé bâtonnier du barreau de Mons à trois reprises.
En parallèle avec sa carrière d'avocat, il se lance aussi en politique sur les listes du Parti libéral. Le 19 octobre 1894, il est élu conseiller communal de la Ville de Mons. À partir du 24 janvier 1888, il y est ensuite échevin de l'Instruction publique.
Il est aussi élu conseiller provincial pour le canton de Dour de 1880 à 1894 et pour le canton de Mons de 1896 à 1900.
En 1904, il est élu à la Chambre des représentants, mandat renouvelé à chaque élection, jusqu'à sa démission en 1933 (son remplaçant n'est autre que Victor Maistriau, bourgmestre de Mons).
Durant la Première Guerre mondiale, il s'insurge en 1915 contre les autorités allemandes occupant le territoire belge, leur reprochant de déporter de nombreux Belges en Allemagne. En avril 1918, il est incarcéré à Mons puis déporté en Allemagne, d'abord à Aix-la-Chapelle et Siegburg, ensuite Celle-Schloss d'où il sort à la fin de la guerre en novembre 1918.
Après la Grande Guerre, il est ministre dans plusieurs gouvernements. Il est ministre de la Guerre du 24 novembre 1918 au 4 février 1920 dans les gouvernements Delacroix I et Delacroix II . Du 16 décembre 1921 au 13 mai 1925, il reçoit le portefeuille de la Justice dans le gouvernement Theunis I. Tout au long de sa carrière politique, aussi bien en tant qu'échevin qu'en tant que ministre, il s'investit pleinement en faveur des plus faibles. Il est à l'origine de lois relatives à la protection de l'enfance, des orphelins de guerre et des familles nombreuses. En tant que ministre de la Justice, il est l'auteur de la loi du 7 avril 1922 qui autorise les femmes porteuses du diplôme de docteur en droit à prêter le serment d'avocat et à plaider en justice.
Il a une carrière académique bien remplie. Il enseigne le droit constitutionnel et administratif à l'École normale de l'État à Mons et l'économie politique à l'Institut supérieur de Commerce de Mons.
Il fait aussi du journalisme, écrivant régulièrement des articles dans de nombreux journaux : La Chronique, L'Étoile belge, Le Petit Bleu, La Flandre Libérale, La Gazette, La Réforme, Libra Illustré, Le Flambeau et Le Soir. En outre, il est l'un des fondateurs du journal La Province.
En mai 1940, il quitte la Belgique pour la France à la suite de l'invasion allemande ce qui altère sa santé avant de revenir à Mons une fois l'Armistice proclamé.
À la suite de son décès à Mons le 24 janvier 1942, son éloge funèbre est prononcé par Clovis Coppée, président du tribunal de première instance de Mons.

## Distinctions
Il est nommé ministre d'État en mai 1925 par le roi Albert Ier.
Les distinctions suivantes lui ont été décernées :
- Grand cordon de l'ordre de Léopold avec rayure d'or, en juin 1934 (Belgique) ;
- Grand-croix de l'ordre de la Couronne (Belgique) ;
- Médaille commémorative du comité national 1914-1918 (Belgique) ;
- Croix civique de 1re classe (Belgique) ;
- Médaille commémorative du règne du roi Léopold II (Belgique) ;
- Médaille commémorative du centenaire de l'indépendance nationale (Belgique).
- Grand officier de la Légion d'honneur (France) ;
- Grand-croix de l'ordre d'Isabelle la Catholique (Espagne) ;
- Grand-croix de l'ordre de la Couronne de chêne (Luxembourg) ;
- Grand-croix de l'ordre de la Couronne d'Italie ;
- Grand-croix de l'ordre de l'Étoile de Roumanie.

## Notoriété

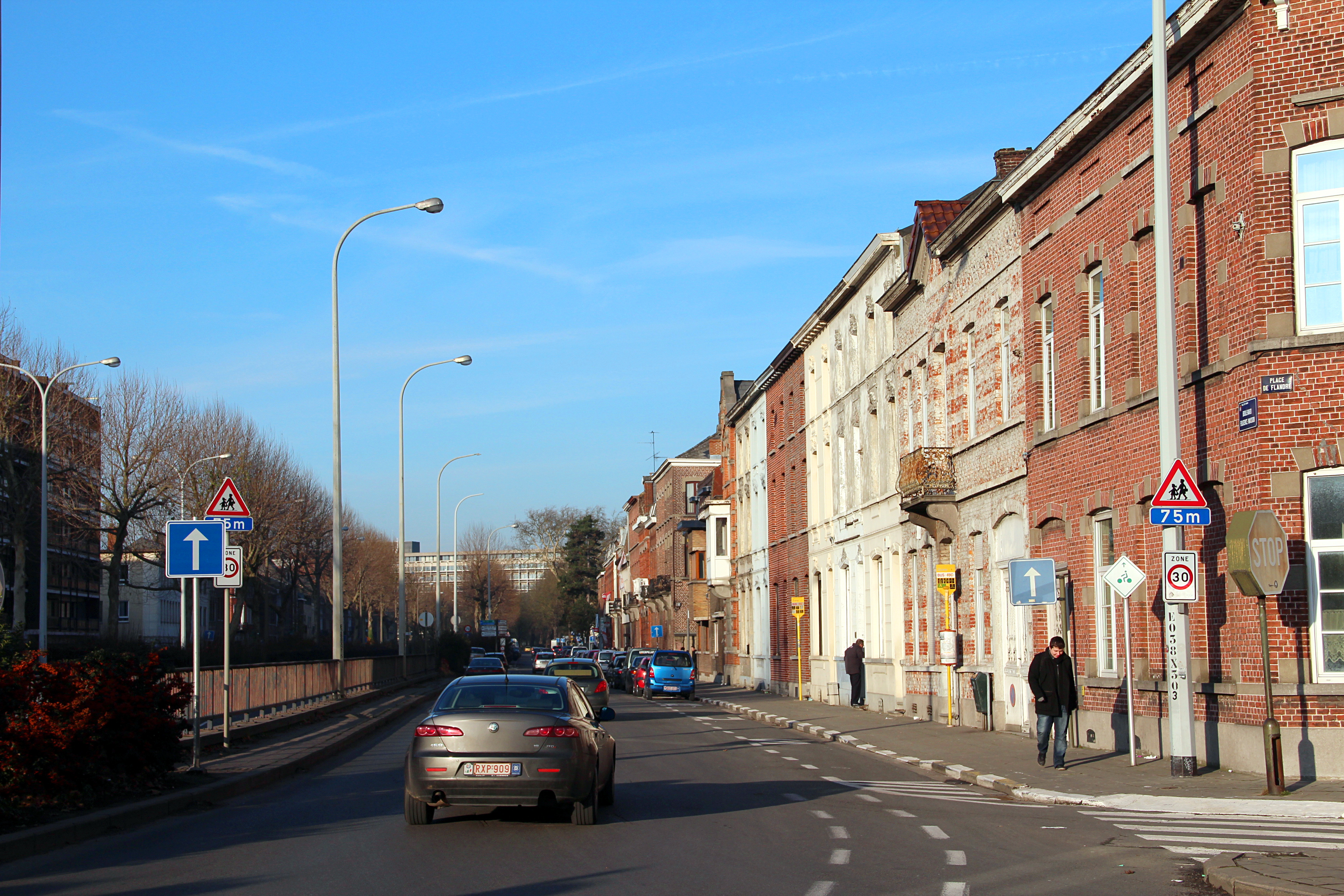
Le boulevard Fulgence-Masson à Mons

Il existe un boulevard Fulgence Masson à Mons, une place Fulgence Masson à Montignies-sur-Roc et des rues Fulgence Masson à Thulin et Dour.